# M.S. Raghunathan
Madabusi Santanam Raghunathan (Anantapur, 11 de agosto de 1941) é um matemático indiano.
Raghunathan estudou na Universidade de Bombaim, onde obteve um doutorado em 1966, orientado por M. S. Narasimhan.
Desde 1960 pesquisa no Tata Institute of Fundamental Research em Bombaim. No pós-doutorado esteve durante um ano no Instituto de Estudos Avançados de Princeton.
Foi eleito membro da Royal Society em 2000, da American Mathematical Society e da TWAS.

## Obras
- Discrete Subgroups of Lie Groups, Springer Verlag 1972
- com Garland: Fundamental domains for lattices in (R-)rank 1  semisimple Lie groups. Ann. of Math. (2) 92 1970 279–326.
- com Prasad: Topological central extensions of semisimple groups over local fields. I: Ann. of Math. (2) 119 (1984), no. 1, 143–201; II: Ann. of Math. (2) 119 (1984), no. 2, 203–268.
- com Lubotzky, Mozes: The word and Riemannian metrics on lattices of semisimple groups. Inst. Hautes Études Sci. Publ. Math. No. 91 (2000), 5–53 (2001).